# Albion (Maine)
Albion és una població dels Estats Units a l'estat de Maine (EUA). Segons el cens del 2000 tenia 1.946 habitants.

## Demografia
Segons el cens del 2000, Albion tenia 1.946 habitants, 719 habitatges, i 545 famílies. La densitat de població era de 19,3 habitants per km².
Dels 719 habitatges en un 34,9% hi vivien nens de menys de 18 anys, en un 65% hi vivien parelles casades, en un 6,1% dones solteres, i en un 24,2% no eren unitats familiars. En el 18,1% dels habitatges hi vivien persones soles el 8,8% de les quals corresponia a persones de 65 anys o més que vivien soles. El nombre mitjà de persones vivint en cada habitatge era de 2,68 i el nombre mitjà de persones que vivien en cada família era de 3,01.
Per edats la població es repartia de la següent manera: un 26,6% tenia menys de 18 anys, un 7% entre 18 i 24, un 30,2% entre 25 i 44, un 22,9% de 45 a 60 i un 13,3% 65 anys o més.
L'edat mediana era de 37 anys. Per cada 100 dones de 18 o més anys hi havia 95,1 homes.
La renda mediana per habitatge era de 35.357 $ i la renda mediana per família de 37.574 $. Els homes tenien una renda mediana de 30.868 $ mentre que les dones 20.385 $. La renda per capita de la població era de 15.285 $. Entorn del 8,9% de les famílies i el 12% de la població estaven per davall del llindar de pobresa.